# Озокі (округ, Вісконсин)
Шаблон:StateAbbr_ 43°23′55″ пн. ш. 87°53′37″ зх. д. / 43.398475° пн. ш. 87.893572° зх. д.
 Озокі (англ. Ozaukee County) — округ (графство) у штаті Вісконсин. Ідентифікатор округу 55089.

## Історія
Округ утворений 1853 року.

## Демографія
За даними перепису 
2000 року 
загальне населення округу становило 82317 осіб, зокрема міського населення було 61424, а сільського — 20893.
Серед них чоловіків — 40592, а жінок — 41725. В окрузі було 30857 домогосподарств, 23014 родин, які мешкали в 32034 будинках.
Середній розмір родини становив 3,07.
Віковий розподіл населення поданий у таблиці:
| Стать    | До 15 років | 15-21 | 22-29 | 30-39 | 40-49 | 50-65 | 65-85 | Понад 85 |
| -------- | ----------- | ----- | ----- | ----- | ----- | ----- | ----- | -------- |
| Чоловіки | 9280        | 3919  | 2828  | 5691  | 7324  | 7079  | 4117  | 354      |
| Жінки    | 8710        | 3591  | 2765  | 6080  | 7543  | 7150  | 5060  | 826      |

## Суміжні округи
- Шебойґан — північ
- Оушеана, Мічиган — північний схід
- Маскігон, Мічиган — схід
- Мілвокі — південь
- Вокеша — південний захід
- Вашингтон — захід

## Виноски
1. ↑  U.S. Decennial Census. United States Census Bureau. Процитовано 6 серпня 2015.
2. ↑  Historical Census Browser. University of Virginia Library. Архів оригіналу за 26 грудня 2013. Процитовано 6 серпня 2015.
3. ↑  Forstall, Richard L., ред. (27 березня 1995). Population of Counties by Decennial Census: 1900 to 1990. United States Census Bureau. Процитовано 6 серпня 2015.
4. ↑  Census 2000 PHC-T-4. Ranking Tables for Counties: 1990 and 2000 (PDF). United States Census Bureau. 2 квітня 2001. Процитовано 6 серпня 2015.
5. ↑  State & County QuickFacts. United States Census Bureau. Архів оригіналу за 6 червня 2011. Процитовано 22 січня 2014.(англ.) Наведено за англійською вікіпедією.
6. ↑  American FactFinder. Бюро перепису населення США. Архів оригіналу за 26 лютого 2012. Процитовано 31 січня 2008.

| США | Це незавершена стаття з географії США. Ви можете допомогти проєкту, виправивши або дописавши її. |